# Callipallene sagamiensis
Callipallene sagamiensis är en havsspindelart som beskrevs av Nakamura, K. och C.A. Child 1983. Callipallene sagamiensis ingår i släktet Callipallene och familjen Callipallenidae. Inga underarter finns listade.